# Фалезская операция
Фалезская операция (англ. Falaise pocket) — наступательная операция войск союзников, проведённая с 12 по 21 августа 1944 год в рамках Нормандской операции во время Второй мировой войны. Операция завершилась уничтожением большей части немецких войск к западу от Сены, что открыло союзникам путь к Парижу и франко-германской границе. Применительно к битве на Западе распространены названия: Фалезский мешок (англ. Falaise pocket), Фалезский коридор (англ. Falaise gap) и другие[Г].
В результате успеха операции «Кобра» американские войска продвигались с Нормандского плацдарма на юг, юго-восток и в Бретань, в то время как британцы и канадцы оказывали давление на немцев у Кана. Адольф Гитлер приказал командовавшему германскими войсками на этом фронте фельдмаршалу Гюнтеру фон Клюге контратаковать под Мортеном, в то же время не разрешая снять войска ни с одного из других участков. В ходе этого наступления (операция «Люттих») остатки четырёх танковых дивизий (всё, что удалось собрать фон Клюге) не смогли оказать должного натиска на 1-ю армию США. Более того, германские войска оказались охвачены с флангов, что ставило их в крайне опасное положение. Пользуясь этим, 8 августа командующий союзными войсками, фельдмаршал Бернард Монтгомери, приказал своим армиям наступать с целью соединения в районе Фалез—Шамбуа. 1-я американская с юга, 2-я британская и 1-я канадская армии с севера стали окружать немцев, которые до 17 августа не покидали своих позиций. 19 августа клещи союзников сомкнулись в Шамбуа, однако их силы были растянуты. Заблокировавшая выход из кольца окружения 1-я польская бронетанковая дивизия подверглась атакам как с запада, так и с востока; через её позиции ещё два дня прорывались немецкие войска.
21 августа выход из котла был закрыт окончательно, внутри оказалось примерно 50 000 немецких солдат. Хотя значительной части германских войск удалось выбраться из окружения, их потери в живой силе и технике были невосполнимы. Через два дня союзники взяли Париж, 30 августа последние немецкие части перебрались через Сену, ознаменовав тем самым завершение операции «Оверлорд».

## Предыстория
Первыми целями войск союзников после закрепления на нормандском побережье стали глубоководный порт Шербур и исторический центр региона, Кан. Однако попытки расширения плацдарма натыкались на яростное сопротивление врага, что вкупе со штормом в Ла-Манше задерживало наращивание сил и поставок снабжения. Шербур пал 27 июня под натиском 7-го корпуса США; Кан выдержал ряд наступлений, пока 20 июля британские и канадские войска не захватили город в ходе операций «Гудвуд» и «Атлантик».
Стратегией командующего сухопутными войсками союзников, фельдмаршала Бернарда Монтгомери, предусматривалось отвлечь внимание немецких сил на британо-канадский сектор, что дало бы американцам возможность осуществить прорыв. 25 июля, когда основные бои разворачивались у Кана, генерал-лейтенант Омар Брэдли начал операцию «Кобра». 1-я армия США успешно преодолела разреженную немецкую линию обороны Бретани, за три дня продвинувшись на 24 километра к югу. 30 июля был захвачен Авранш на полуострове Котантен; на левом фланге германских войск появились бреши, через одну из которых 8-й корпус США за сутки переправился по мосту в Понтобо и вышел на открытую местность Бретани, продолжая двигаться на юг и запад практически без сопротивления.

### Операция «Люттих»

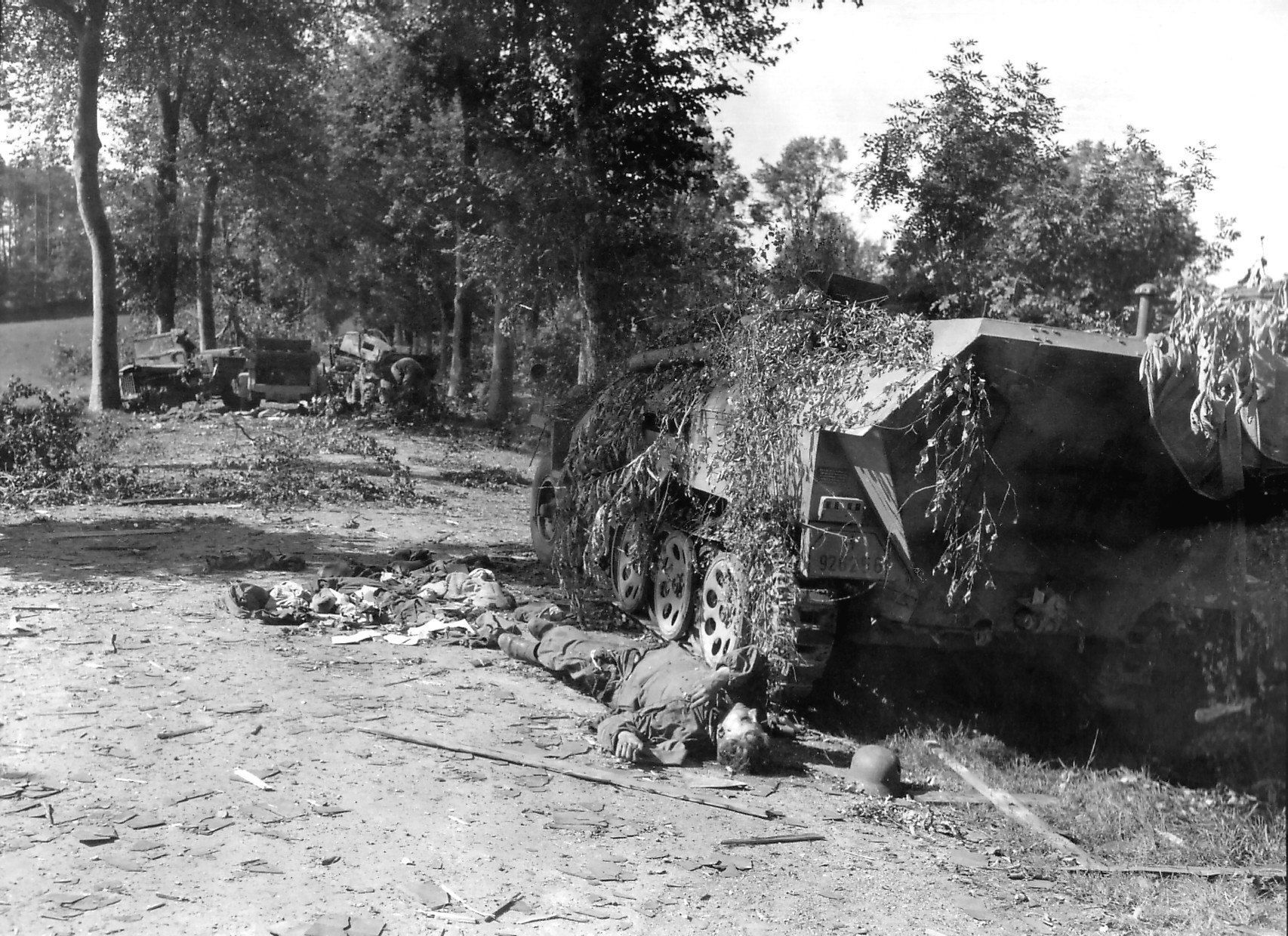
Немецкая бронеколонна, уничтоженная во время операции «Люттих»

Американские войска продвигались стремительно, 8 августа они захватили бывшую штаб-квартиру 7-й германской армии, Ле-Ман. После операции «Кобра» и одновременного с ней наступления британских и канадских сил моральное состояние немецких войск ухудшилось настолько, что, по словам историка Макса Хастингса, лишь несколько фанатиков из СС ещё верили в возможность избежать поражения. Летнее наступление советских войск (операция «Багратион») поставило группу армий «Центр» на грань катастрофы и исключило возможность переброски подкреплений на Западный фронт. Вместо того, чтобы отвести свои силы из Нормандии за Сену, Гитлер приказал командующему группой армий «B», фельдмаршалу Гюнтеру фон Клюге, организовать немедленную контратаку между Мортеном и Авраншем, чтобы уничтожить противника и восстановить контакт с западным побережьем Котантена. Гитлер потребовал, чтобы в наступлении участвовали восемь из девяти имевшихся у фон Клюге танковых дивизий, однако только четыре (из них одна неполная) могли быть подготовлены в срок. Немецкое командование пыталось отговорить Гитлера от атаки в связи с её большой ресурсоёмкостью, но эти предупреждения были проигнорированы, и контрнаступление, операция «Люттих», началось 7 августа около Мортена. Ударные силы операции — 2-я танковая дивизия, дивизии СС «Лейбштандарте СС Адольф Гитлер» и «Райх» — вместе располагали лишь 75 PzKpfw IV, 70 «Пантерами» и 32 САУ. Перехватив и расшифровав германские радиоприказы с помощью службы «Ultra», союзники были готовы к натиску, и хотя боевые действия продолжались до 13 августа, немецкое наступление захлебнулось в первые же сутки. Вопреки ожиданиям контратака у Мортена не только не улучшила положение немецких войск, но и привела к их охвату союзниками; продвижение 1-й армии США поставило под угрозу всю систему немецкой обороны Нормандии. Брэдли заявил: «Такая возможность открывается командиру раз в столетие. Мы собираемся уничтожить вражескую армию и дойти до самой германской границы».

### Операция «Тоталайз»

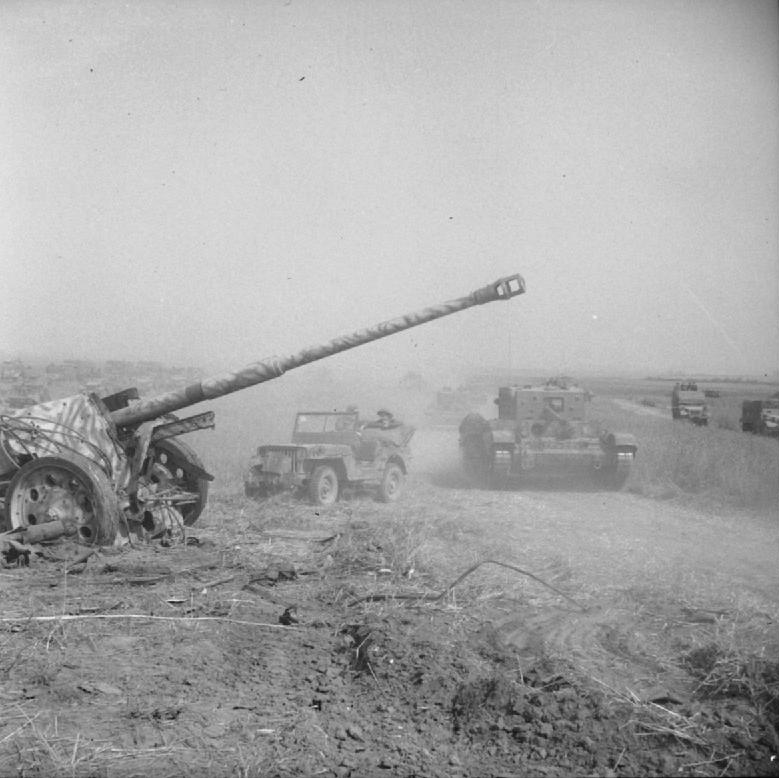
«Кромвель» и Willys MB у 88-мм ПТО, брошенного во время операции «Тоталайз»

В то время как американцы наступали на юг, а британцы оказывали давление на германские войска восточнее Кана, целью 1-я канадской армии стала возвышенность к северу от Фалеза. Генерал Харри Крирар и генерал-лейтенант Гай Симондс, канадские командующие, соответственно, 1-й армией и 2-м корпусом, разработали британо-канадскую операцию под кодовым названием «Тоталайз». Она основывалась на предварительной ковровой бомбардировке и новаторской ночной атаке танков при поддержке пехоты на бронетранспортёрах «Кенгуру». В 23.00 7 августа 641 тяжёлый бомбардировщик атаковал немецкие позиции; через полчаса механизированная колонна из 76 «Кенгуру» двинулась вперёд, используя электронное навигационное оборудование и сигнальные ракеты. На 14-километровом фронте им противостояла 12-я танковая дивизия СС «Гитлерюгенд» Курта Мейера при поддержке 101-го батальона тяжёлых танков СС и остатков 89-й пехотной дивизии. Несмотря на захват Верьера и Сенто, к 9 августа из-за немецкого сопротивления и некомпетентности низшего командного состава продвижение значительно замедлилось; тяжёлые потери понесли 4-я канадская и 1-я польская танковые дивизии. К 10 августа британо-канадские силы взяли высоту 195 к северу от Фалеза, однако войти в город они не смогли. На следующий день Симондс отвёл с позиций танковые части, заменив их пехотой.

## Сражение
В то время как фон Клюге безуспешно спорил с Гитлером о необходимом отступлении, Монтгомери разработал план «большого окружения», в котором британцы и канадцы должны были пройти левее Фалеза к Сене, а американцы заблокировать орлеано-парижский проход между Сеной и Луарой. Тем не менее, главнокомандующий войсками союзников Дуайт Эйзенхауэр в телефонном разговоре посоветовал малое окружение со смыканием клещей у перекрёстка стратегических дорог в Аржантане. Согласившись в принципе с таким вариантом, Монтгомери и Паттон сомневались в его успешности, так как бо́льшая часть немцев могла успеть покинуть мешок до прибытия союзников в Алансон, Аржантан и Фалез. В конце концов, Монтгомери решился на малое окружение с возможным возвращением при необходимости к первому варианту.

### Охват

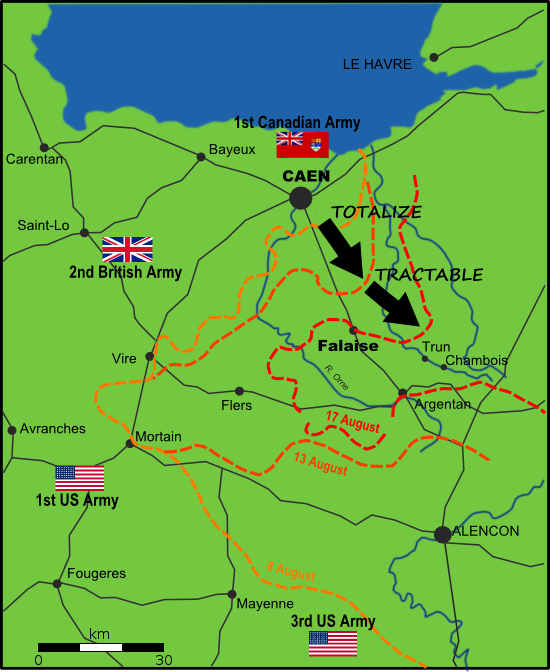
Образование Фалезского мешка, 8—17 августа

3-я армия Паттона, составившая южное крыло окружения, добилась значительного прогресса. 12 августа был захвачен Алансон; на следующий день, отразив контратаки немцев, 15-й корпус генерал-майора Уэйда Хэйслипа достиг окрестностей Аржантана, пройдя в общей сложности 56 километров. Продвигаться дальше Брэдли категорически запретил: Аржантан был северным пунктом, который американцы должны были достичь при соединении с британо-канадскими частями, а кроме того возникал риск случайного боевого столкновения с ними. В случае дальнейшего наступления, заслон 3-й армии мог оказаться слишком разреженным, чтобы задержать вырывающихся из мешка немцев.
Навстречу американским войскам, сдерживаемым танковой группой «Эбербах», с северо-запада продвигалась 1-я канадская армия, а за ней 2-я британская. 12 и 13 августа эти силы (кроме 2-й канадской дивизии, проводившей локальную операцию в долине Лайзе) восстанавливались после операции «Тоталайз» для участия в новом наступлении, операции «Трэктэбл». Наступление началось в 11.42 14 августа, артиллерия создала дымовую завесу, скрывавшую атакующих. Наступление 4-й канадской и 1-й польской бронетанковых дивизий замедлилось во время переправ через реки Лисон и Див, когда они были атакованы 102-м батальоном тяжёлых танков СС. Из-за проблем с ориентированием на местности и координацией между армией и ВВС[Д], канадцы прошли в первый день значительно меньшее расстояние, чем ожидалось. На следующий день 2-я и 3-я канадские пехотные дивизии при поддержке 4-й танковой бригады продолжили наступление, но и их успехи оказались ограниченными. После жаркого сражения и отражения серии контратак 4-я танковая дивизия захватила Суланжи, однако Трен немцы отстояли, по итогам дня отступив только с нескольких позиций. Однако на следующий день 2-я канадская дивизия ворвалась в Фалез, где встретила незначительное сопротивление разрозненных частей войск СС и вражеской пехоты; к 17 августа город был захвачен.
В полдень 16 августа фон Клюге отклонил требование Гитлера перейти в контратаку как совершенно невозможное. Отступление войск из мешка было санкционировано Гитлером во второй половине того же дня; однако он ошибался в своём убеждении, что фон Клюге вёл переговоры с союзниками. На следующий день фельдмаршал, замешанный в покушение на Гитлера 20 июля 1944 года, был снят с поста и вызван в Германию; по дороге он покончил жизнь самоубийством. Фон Клюге сменил Вальтер Модель, который первым делом приказал 7-й и 5-й танковой армиям отступать на восток; при этом 2-й танковый корпус СС (остатки четырёх танковых дивизий) держал оборону против британцев и канадцев на севере выхода из котла, а 47-й танковый корпус (остатки двух танковых дивизий) — против американцев на юге.

### Котёл

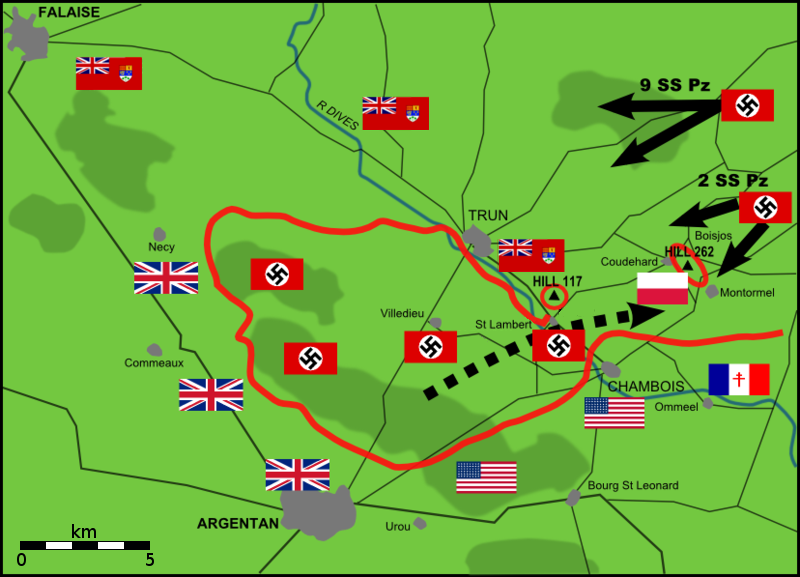
Немецкая контратака против канадско-польский позиций, 20 августа

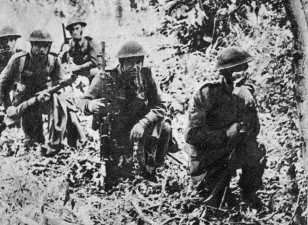
Польская пехота, движущаяся к высоте 262

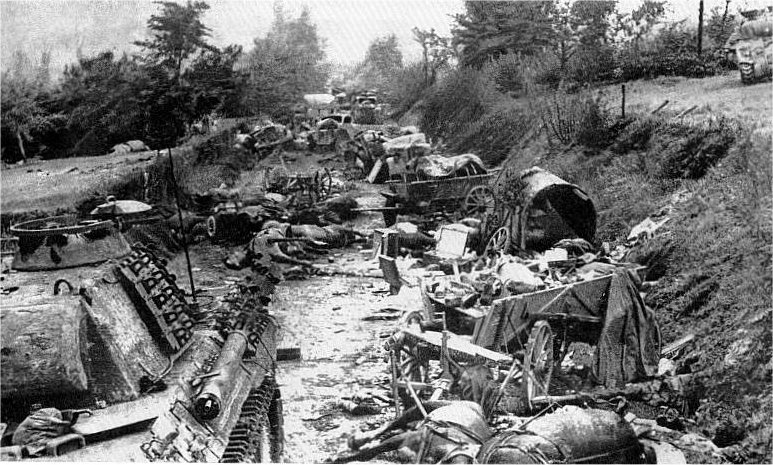
Дорога у Монт-Ормеля

Теперь соединение крыльев было делом времени, однако, хотя американцы уже стояли в Аржантане, канадцы продвигались на юг к Трену слишком медленно, и к 17 августа окружение ещё не было завершено. 1-я польская бронетанковая дивизия генерала Станислава Мачека была разделена на три боевые группы и получила приказ направляться на юго-восток с целью соединиться с американцами в Шамбуа. 18 августа Трен захватила 4-я канадская танковая дивизия. Взяв утром Шампо, 19 августа польские боевые группы, а также некоторые части 4-й канадской дивизии сошлись в Шамбоа; к вечеру поляки закрепились в городе и связались с 90-й американской и 2-й французской бронетанковой дивизиями. И всё же, несмотря на соединение клещей окружения, союзники не смогли полностью перекрыть пути отступления 7-й армии, подвергнувшись ударам как из котла, так и снаружи. В этот же день 2-й танковый корпус СС смог пробить брешь на запад, захватив половину Сен-Ламбера и удерживая её на протяжении шести часов, после чего он вновь был отброшен. Многие немецкие солдаты смогли пройти через эту брешь, ночью отдельные мелкие группы также сумели перебраться на восток через реку Див.
Заняв Шамбуа, две польские боевые группы отправились на северо-восток и захватили часть высоты 262 (Монт-Ормель), где в ночь на 20 августа окопали защитные позиции. На следующее утро Модель предпринял новую попытку прорвать кольцо окружения, приказав 2-й и 9-й танковым дивизиям СС атаковать польские позиции на высоте. Около полудня некоторые подразделения 10-й и 12-й дивизий СС и 116-й танковой дивизии смогли прорвать тонкую линию обороны поляков и открыть коридор, пока 9-я дивизия СС сдерживала канадцев. К полудню около 10 000 немцев смогли покинуть мешок.
Хотя поляки были изолированы от основных сил и подверглись мощному натиску немцев, они продолжали упорно удерживать высоту 262, которую называли «Булавой». Их сил было недостаточно для того, чтобы перекрыть немцам пути отступления, однако польская артиллерия могла вести с высоты огонь прямой наводкой по отступающему врагу. Раздражённый высокими потерями, командующий 7-й армии генерал-полковник Пауль Хауссер приказал ликвидировать польские позиции. Значительные силы, в числе остатков 352-й пехотной дивизии и некоторых подразделений 2-й танковой дивизии СС, нанесли тяжёлые потери 8-му и 9-му батальонам польской дивизии, однако не смогли захватить их позиции. Оборона стоила полякам большинства боеприпасов, что ставило их в опасное положение; не располагая запасом снарядов, они были вынуждены наблюдать, как мимо высоты выходит из окружения 47-й танковый корпус. После тяжёлых дневных боёв ночь прошла относительно спокойно: местами происходили спорадические столкновения; польская артиллерия продолжала обстреливать отступающих немцев.
Немецкие атаки на высоту 262 возобновились утром 21 августа; поляки понесли новые потери, некоторые даже попали в плен. Около 11:00 в последнюю атаку на позиции 9-го батальона пошли остатки подразделений СС, разбитые в ближнем бою. Вскоре после полудня канадские гвардейские гренадеры добрались до защитников Монт-Ормеля, а вечером началось отступление 2-й и 9-й дивизий СС к Сене. За время обороны в окружении 1-я польская бронетанковая дивизия потеряла около 20 процентов боевого состава[В]. Вечером 21 августа танки 4-й канадской дивизии встретились с польскими позициями у Кудеара; 3-я и 4-я канадские дивизии расположились в Сен-Ламбере и северном проходе к Шамбуа. Фалезский мешок был запечатан.

## Последствия

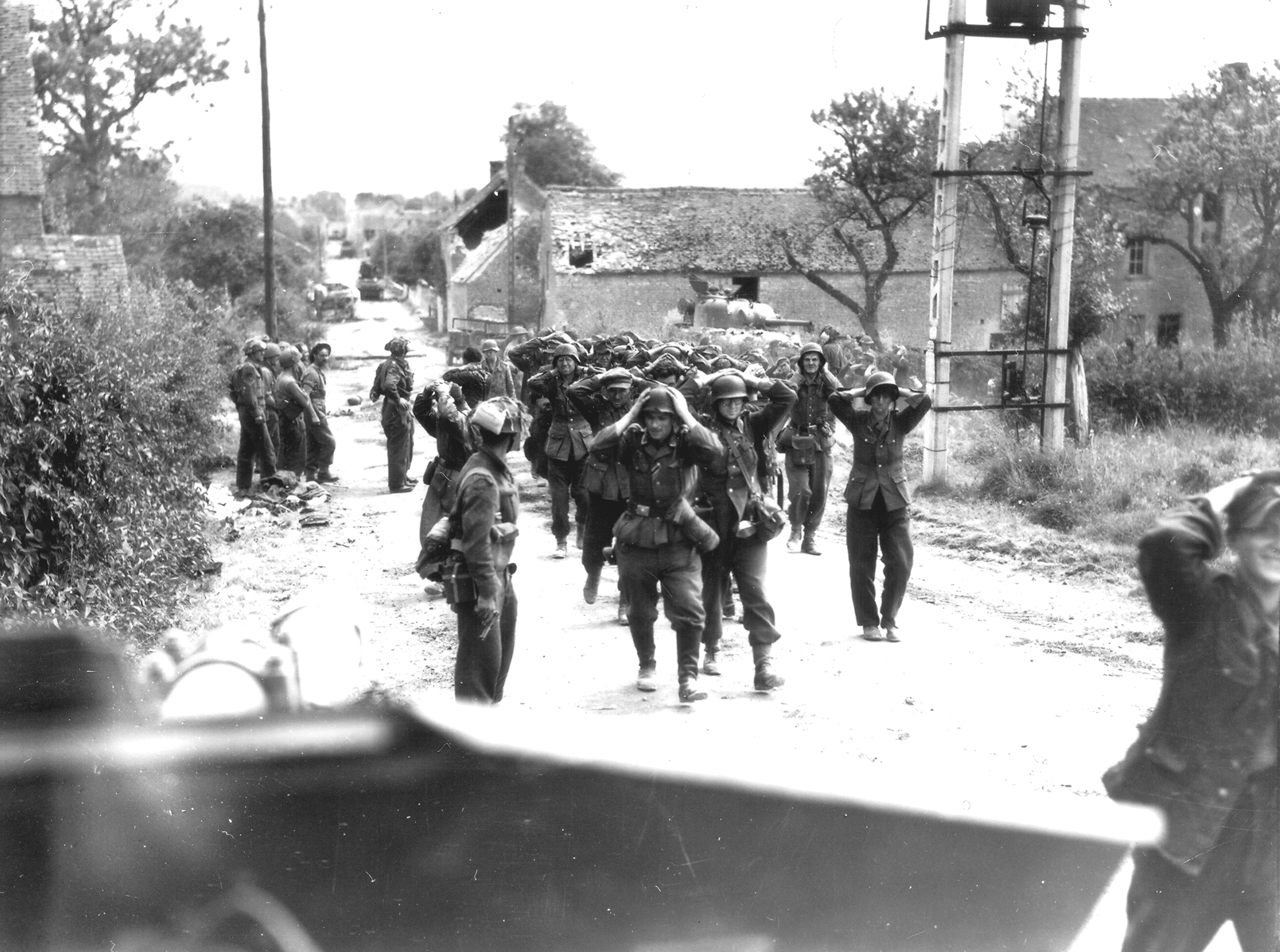
Пленные немцы в Сен-Ламбере, 21 августа

К 22 августа все германские солдаты западнее Шамбуа были убиты или взяты в плен. Историки расходятся в оценке немецких потерь: по мнению большинства, 80 000—100 000 немцев попали в окружение, из них 10 000—15 000 убито, 45 000—50 000 попало в плен и 20 000 выбрались из мешка[Е]. Только в одном северном секторе котла Германия потеряла 344 танка и бронемашин, 2447 военных автомобилей и 252 орудия. В боях за «высоту 262» тысячи немцев погибли, 5000 попали в плен; было уничтожено 55 танков, 44 орудия и 152 машины. Когда-то мощнейшая 12-я танковая дивизия СС «Гитлерюгенд» потеряла 94 процента танков, почти всю артиллерию и 70 процентов грузовиков; насчитывавшая к началу Нормандской кампании 20 000 человек и 150 танков, после выхода из мешка она сократилась до 300 человек и 10 танков. Несмотря на то, что многим немецким подразделениям удалось отступить на восток, они потеряли бо́льшую часть техники; в мешке было уничтожено около 500 танков и САУ, только 24 танка были переправлены на восточный берег Сены.
Командование союзников было сильно разочаровано тем, что часть 7-й армии ускользнула от них; Монтгомери подвергся острой критике из-за медлительности в блокировании котла. Известный журналист Ральф Ингерсолл, во время войны служивший в штабе Эйзенхауэра, после войны выразил американское мнение:

Намеченная граница встречи американских и британских войск проходила по линии Аржантана. Войска Паттона, считавшие своей задачей блокирование котла, достигли Аржантана и двинулись дальше на север. Но Монтгомери, формально возглавлявший сухопутные войска союзников, решил воспользоваться своим авторитетом и приказал Паттону вернуть войска за запланированную линию раздела… Прошло десять дней, а немецкие войска продолжали организованно выходить из мешка.
Оригинальный текст (англ.)The international army boundary arbitrarily divided the British and American battlefields just beyond Argentan, on the Falaise side of it. Patton's troops, who thought they had the mission of closing the gap, took Argentan in their stride and crossed the international boundary without stopping. Montgomery, who was still nominally in charge of all ground forces, now chose to exercise his authority and ordered Patton back to his side of the international boundary line. … For ten days, however, the beaten but still coherently organized German Army retreated through the Falaise gap.

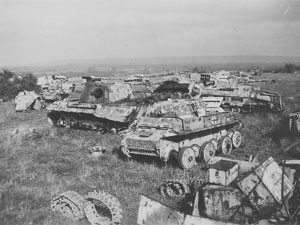
Немецкая техника, уничтоженная у Монт-Ормеля

Некоторые историки согласны с тем, что мешок можно было закрыть раньше; Уилмот отмечает, что, несмотря на наличие резерва, Монтгомери не послал подкрепления канадцам к Трену и Шамбуа, хотя они нуждались в свежих частях с высоким боевым духом. Хастингс пишет, что Монтгомери, видя неудачные действия канадских дивизий во время операции «Тоталайз», должен был в дальнейшем поставить в авангард более опытные британские части. Признавая, что Монтгомери и Крерар могли бы проявить большую инициативу, Хастинг отмечает упрощение историками д’Эстом и Блюменсоном ситуации до абсурда: якобы американцы перекрыли бы выход намертво, хотя их позиции оказались бы ещё более растянуты.
Уилмот утверждает, что вопреки устоявшемуся мнению американцы захватили Аржантан лишь 20 августа, за день до соединения клещей в Шамбуа. По мнению Хастингса, американская 90-я дивизия, закрывавшая мешок со стороны Аржантан—Шамбуа, была одним из наименее эффективных подразделений союзников в Нормандии. Он считает, что настоящей причиной, по которой Брэдли остановил Паттона, стало не опасение боевого столкновения с британцами, а понимание того, что немцы были ещё слишком сильны и американцы не смогли бы удержать блокирующие позиции под мощным ударом отступающих десантников, 2-й и 12-й танковых дивизий СС.
Сражение за Фалезский мешок ознаменовало финальный этап битвы за Нормандию, где немцы потерпели тяжелейшее поражение. Главной причиной этого стало личное командование Гитлера сражением, его безумная настойчивость на контратаке, полный контроль генералов и отказ отводить войска даже под угрозой окружения. Во время битвы за Нормандию было уничтожено более сорока́ немецких дивизий, потеряны 450 000 человек, из которых 240 000 были ранены или убиты. Союзники потеряли 209 672 солдат и офицеров, 36 976 из которых погибли. Последнее сражение операции «Оверлорд» — освобождение Парижа — завершилось 25 августа, а 30 августа последние немецкие части отступили через Сену.
Сегодня на местах боёв установлены памятные плиты, стелы; по ним также устраиваются экскурсионные туры. К пятидесятилетию битвы, в 1994 году, на ключевом участке сражения, высоте 262, был построен мемориальный комплекс с музеем, где ежегодно в августе устраиваются специальные мероприятия.